# Kacey Mottet-Klein
Pour les articles homonymes, voir Mottet et Klein.
Kacey Mottet-Klein est un acteur suisse né le 20 octobre 1998 à Lausanne.

## Biographie
Kacey Mottet-Klein naît le 20 octobre 1998 à Lausanne, dans le canton de Vaud. Il dispose des nationalités suisse, française par sa mère, infirmière scolaire, et américaine par son père. Celui-ci retourne en Floride lorsque Kacey Mottet-Klein a 3 ans.
Il passe son enfance à Bussigny. Il a deux frères et une sœur aînés d'un premier mariage de sa mère,.
Alors qu'il est scolarisé à l'école Vinet à Lausanne, il annonce en 2014 qu'il arrête l'école pour se consacrer à une carrière d'acteur.

### Parcours cinématographique
Repéré lors d'un casting sauvage alors qu'il n'a que dix ans, le jeune acteur participe, avant sa majorité, à une douzaine de films. Il joue notamment avec Isabelle Huppert, Léa Seydoux, Mathilde Seigner et Sandrine Kiberlain. Il reçoit plusieurs prix et mentions spéciales lors de festivals européens, ainsi que deux nominations aux Césars, en 2013 pour L'Enfant d'en haut d'Ursula Meier et en 2017 pour Quand on a 17 ans d'André Téchiné.
S'il se revendique comique, Kacey Mottet-Klein avoue ne jouer majoritairement que dans des films tragiques. Cantonné pour le moment dans le film d'auteur, il affirme qu'il aimerait dorénavant aller vers le film de genre, voire le blockbuster. 
Kacey Mottet-Klein a par ailleurs fait savoir qu'il envisage de passer un jour derrière la caméra : « Réaliser son film, c’est quelque chose de magnifique. C’est porter quelque chose, transmettre un message. ».
En 2016, il acquiert avec les réalisateurs Olivier Vidal, Sebastien Maggiani et Rashed Mdini la société de production et de distribution, Fratel films et déménage à Bruxelles.

## Filmographie
- 2008 : Home d'Ursula Meier : Julien
- 2010 : Gainsbourg (vie héroïque) de Joann Sfar : Serge Gainsbourg enfant (Lucien Ginzburg)
- 2012 : L'Enfant d'en haut d'Ursula Meier : Simon
- 2012 : Le Magasin des suicides de Patrice Leconte : Alan Tuvache (voix)
- 2013 : Cadrage débordement d'Éric Savin (court-métrage) : Rico
- 2014 : Gemma Bovery d'Anne Fontaine : Julien Joubert
- 2015 : Une mère de Christine Carrière : Guillaume
- 2015 : Kacey Mottet Klein, naissance d'un acteur d'Ursula Meier (court-métrage documentaire) : lui-même
- 2015 : Keeper de Guillaume Senez : Maxime
- 2015 : Les Guerriers de Maxime Caperan (court-métrage) : Thomas
- 2016 : Quand on a 17 ans d'André Téchiné : Damien
- 2017 : L'Échange des princesses de Marc Dugain : Don Luis
- 2018 : Vent du nord de Walid Mattar : le fils d'Hervé et Véronique
- 2018 : Comme des rois de Xabi Molia : Micka
- 2018 : Journal de ma tête d'Ursula Meier (TV, épisode de la série Ondes de choc) : Benjamin
- 2018 : Continuer de Joachim Lafosse : Samuel
- 2019 : L'Adieu à la nuit d'André Téchiné : Alex
- 2020 : Just Kids de Christophe Blanc : Jack
- 2021 : L'Événement d'Audrey Diwan : Jean
- 2022 : Tempête de Christian Duguay : Sébastien
- 2022 : Last Dance de Delphine Lehericey : Samir
- 2023 : Le Vourdalak d'Adrien Beau : Marquis d'Urfé
- 2024 : Un monde violent de Maxime Caperan : Sam
- 2025 : Toutes pour une de Houda Benyamina
- 2026 : De Gaulle d'Antonin Baudry

## Distinctions

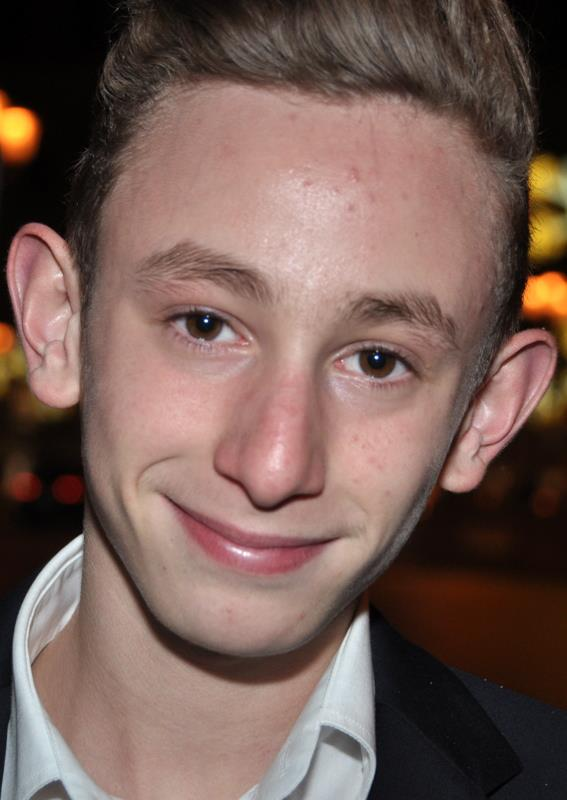
Kacey Mottet-Klein en janvier 2013 au dîner des révélations des César du cinéma.

### Récompenses
- 2008 : Mention spéciale du jury au Festival du film francophone d'Angoulême pour Home[1]
- 2009 : Quartz du meilleur espoir[1]
- 2012 : Prix culturel vaudois
- 2012 : Prix du meilleur acteur enfant au Festival de Copenhague
- 2012 : Prix de l’Interprétation Masculine au Festival international du film de femmes de Salé au Maroc
- 2013 : Prix du meilleur acteur Suisse
- 2016 : Swann d'or de la révélation masculine du Festival du film de Cabourg pour Quand on a 17 ans

### Nominations
- 2013 : Nomination au César du meilleur espoir masculin pour L'Enfant d'en haut[1]
- 2013 : Nomination au Quartz du meilleur acteur d'interprétation masculin pour L'Enfant d'en haut[1]
- 2017 : Nomination au César du meilleur espoir masculin pour Quand on a 17 ans